# Армстронг, Уильям Джордж
Уи́льям Джордж А́рмстронг (англ. William George Armstrong, 1-й барон Армстронг; 26 ноября 1810, Ньюкасл-апон-Тайн — 27 декабря 1900) — английский инженер, конструктор артиллерийских орудий, промышленник. Наряду с Джозефом Брамой, его можно считать одним из основателей гидротехники.
Член Лондонского королевского общества (1846).

## Биография
Родился в Ньюкасле-на-Тайне в семье торговца зерном. Впоследствии его отец стал мэром Ньюкасла. Учился в грамматических школах. После окончания школы, провел пять лет в Лондоне, изучая право, а затем вернулся в Ньюкасл. С 1835 года работал в юридической фирме Донкина, вскоре став партнёром. Женился на Маргарет Рамшоу (Margaret Ramshaw). Армстронг проработал юристом 11 лет, но интересовался техникой, и в итоге решил заняться производством.
В 1845 году Армстронг основал фабрику, занимавшуюся производством гидравлических кранов и других гидравлических устройств.
В 1854 году, с началом Крымской войны, Армстронг узнал о проблемах с артиллерией в британской армии и начал разработку нового типа пушки. Пушка Армстронга была первым заряжающимся с казны орудием. До Армстронга пушки только отливались целиком из чугуна или бронзы. Армстронг выработал систему составления орудия из нескольких цилиндрических частей. Была изготовлена пробная партия в 6 орудий, и правительственная комиссия дала благоприятный отзыв, но с окончанием войны дело не получило дальнейшего хода. Только в 1858 году, когда опасались разрыва с Францией, британское правительство снова обратилось к Армстронгу, и в 1859 году его пушки были приняты на вооружение армии и флота. Армстронг стал артиллерийским инженером военного министерства и наладил производство своих пушек в Вуличском арсенале. В то же время был основан частный завод в Элсвике, возле Ньюкасла, производивший пушки Армстронга.
Внедрение новых пушек, однако, встретило сильное сопротивление. Пушки Армстронга обвиняли в недостаточном удобстве, малой надёжности, дороговизне, сложности в использовании. В 1863 году была назначена новая комиссия для подробного испытания пушек Армстронга и сравнения их с пушками Витворта, заряжавшимися с дула. Правительство прекратило заказывать пушки Армстронга, вернувшись к орудиям заряжавшимся с дула.
В 1864 году Армстронг ушёл с государственной службы и занялся развитием производства на своём предприятии. В 1867 году он договорился с судостроителем Чарлзом Митчеллом о сотрудничестве, заключавшемся в том, что Митчелл строил суда, а Армстронг изготовлял для них артиллерию. В 1868 году Армстронг производил испытание своих морских орудий большого калибра наряду с крупповскими, и только использование призматического пороха в последних дало им перевес. В 1876 году Армстронг построил первую тяжелую 100-тонную пушку калибром 45 см.
В 1897 фирма Армстронга слилась с фирмой его старого конкурента Витворта, образовав компанию Armstrong Whitworth.
Умер в 1900 году.